# Mary Rees
Susan Mary Rees (* 31. Juli 1953 in Cambridge) ist eine britische Mathematikerin, die sich mit komplexer Dynamik und der Geometrie von Teichmüller-Räumen befasst.
Rees, die Tochter des Mathematikers David Rees, studierte Mathematik am St Hugh’s College der Universität Oxford und wurde 1977 an der University of Warwick bei William Parry promoviert (Distal Transformation Groups). Seit 2002 ist sie Professorin an der Universität Liverpool.
1986 zeigte sie, dass diejenigen Abbildungen der Riemann-Sphäre, die ergodisch bezüglich eines Lebesgue-Maßes sind und eine absolut stetiges Wahrscheinlichkeitsmaß invariant lassen, positives Maß im Raum der rationalen Abbildungen der Riemann-Sphäre mit Grad größer oder gleich zwei haben.
2004 fand sie einen weiteren Beweis der Ending Laminations Conjecture von William Thurston. Diese besagt, dass eine hyperbolische 3-Mannigfaltigkeit mit endlich erzeugter Fundamentalgruppe eindeutig durch seinen topologischen Typ und die Invarianten der Enden bestimmt ist. Zuvor hatten Jeffrey Brock, Richard Canary und Yair Minsky einen Beweis gegeben.
2002 wurde sie Fellow der Royal Society. 1988 erhielt sie den Whitehead-Preis.
1990 war sie Invited Speaker auf dem Internationalen Mathematikerkongress in Kyoto (Combinatorial methods illustrating variations of dynamics in families of rational maps).

## Schriften
- Views of parameter space: Topographer and resident, Asterisque, Band 288, 2003, S. 1–418
- A partial description of the Parameter Space of Rational Maps of degree two, Teil 1 Acta Mathematica, Band 168, 1992, S. 11–87, Teil 2, Proceedings London Mathematical Society, Band 70, 1995, S. 644–690